# ژرژ اشتوبر
ژرژ اشتوبر (: Georges Stuber؛ ۱۱ مهٔ ۱۹۲۵ – ۱۶ آوریل ۲۰۰۶) بازیکن فوتبال اهل سوئیس بود.
از باشگاه‌هایی که در آن بازی کرده‌است می‌توان به باشگاه فوتبال سروت ۱۸۹۰ و باشگاه فوتبال لوتسرن اشاره کرد.
وی همچنین در تیم ملی فوتبال سوئیس بازی کرده‌است.